# Kije (gmina)

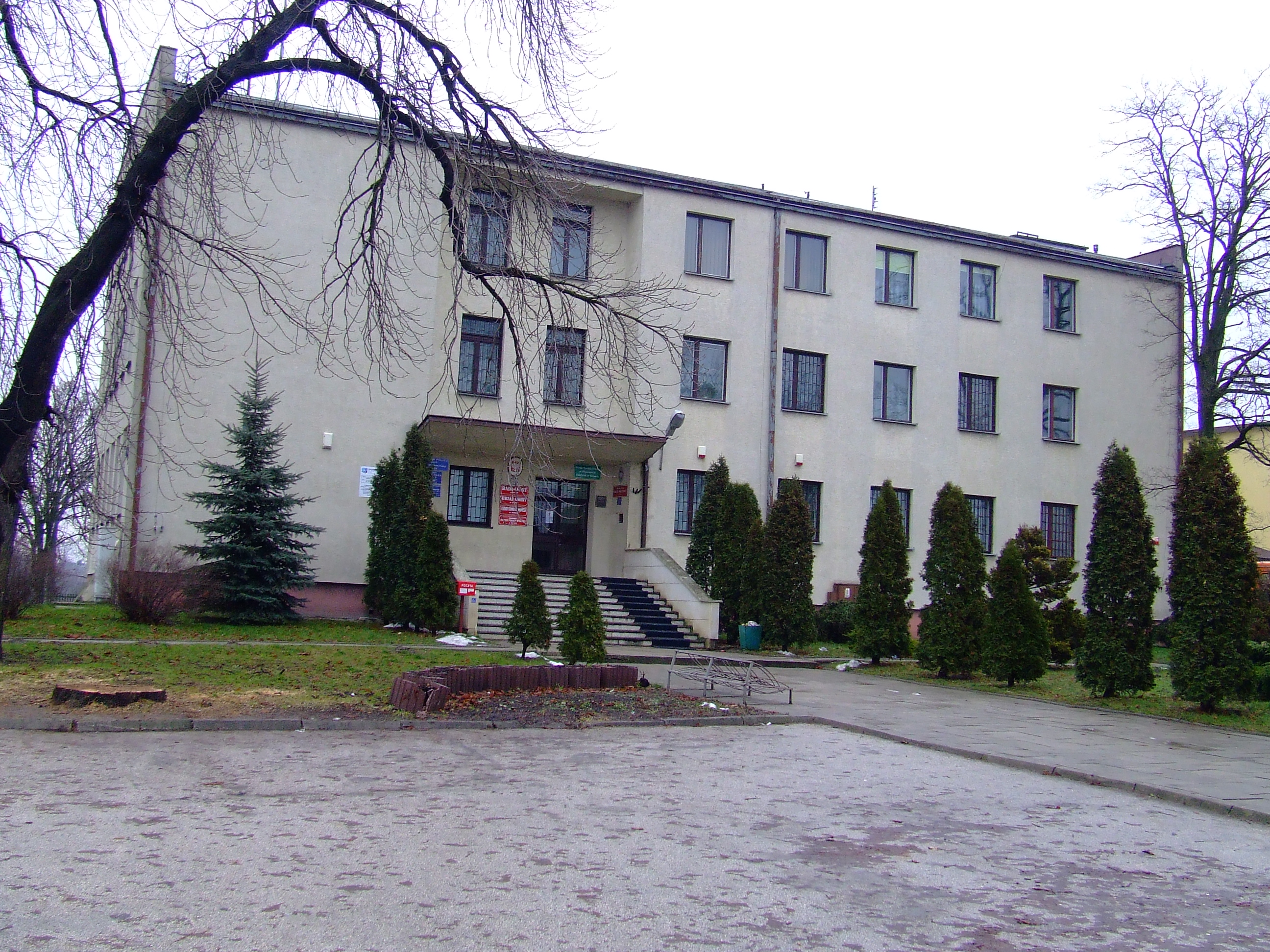
Urząd Gminy w Kijach

Kije (do 1954 gmina Kliszów) – gmina wiejska w województwie świętokrzyskim, w powiecie pińczowskim. W latach 1975–1998 gmina położona była w województwie kieleckim.
Siedziba gminy to Kije.
Według danych z 30 czerwca 2004 gminę zamieszkiwały 4643 osoby.

## Struktura powierzchni
Według danych z roku 2002 gmina Kije ma obszar 99,26 km², w tym:
- użytki rolne: 70%
- użytki leśne: 19%

Gmina stanowi 16,23% powierzchni powiatu.

## Demografia

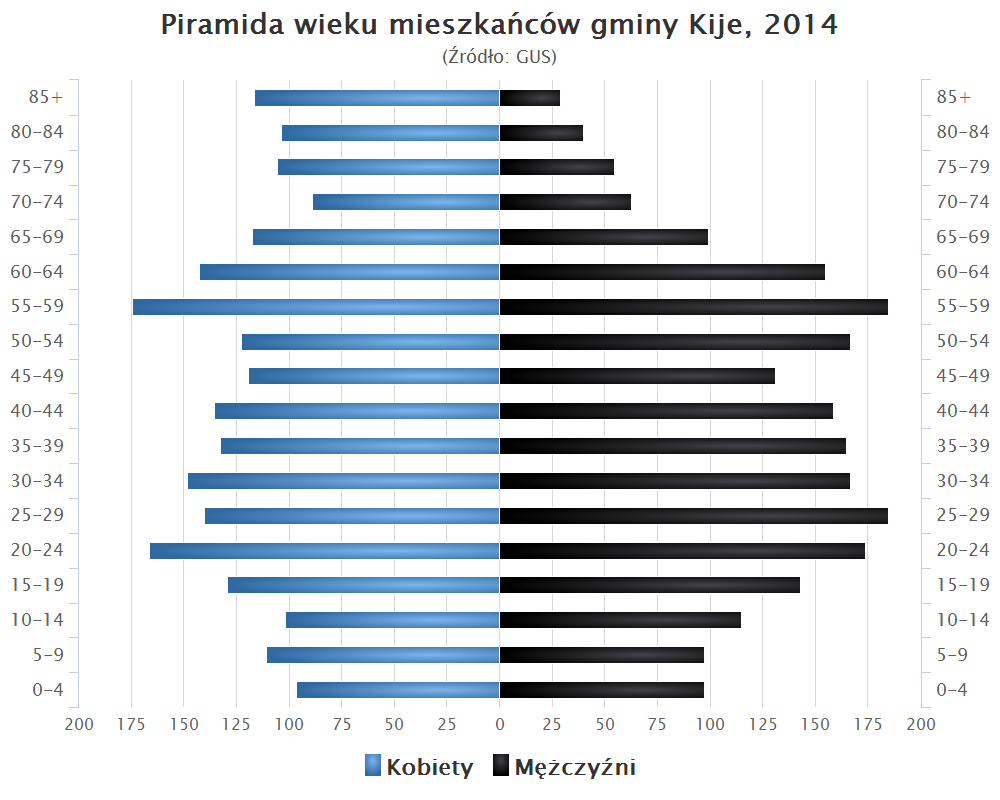
Piramida wieku mieszkańców gminy Kije w 2014 roku

Dane z 30 czerwca 2004:
| Opis                              | Ogółem | Ogółem | Kobiety | Kobiety | Mężczyźni | Mężczyźni |
| --------------------------------- | ------ | ------ | ------- | ------- | --------- | --------- |
| jednostka                         | osób   | %      | osób    | %       | osób      | %         |
| populacja                         | 4643   | 100    | 2353    | 50,7    | 2290      | 49,3      |
| gęstość zaludnienia (mieszk./km²) | 46,8   | 46,8   | 23,7    | 23,7    | 23,1      | 23,1      |

## Wsie sołeckie
Borczyn, Czechów, Gartatowice, Gołuchów, Górki, Hajdaszek, Janów, Kije, Kliszów, Kokot, Lipnik, Rębów, Samostrzałów, Stawiany, Umianowice, Wierzbica, Włoszczowice, Wola Żydowska, Wymysłów, Żydówek.

## Sąsiednie gminy
Chmielnik, Imielno, Morawica, Pińczów, Sobków